# MS-DOS API
MS-DOS API — прикладний програмний інтерфейс, що походить від операційної системи 86-DOS та використовується у MS-DOS/PC DOS й інших DOS-сумісних операційних системах.
Більшість викликів DOS API відбувається за допомогою програмного переривання 21h (INT 21h). Викликом INT 21h з номером підфункції у AH регістрі процесора й іншими параметрами в інших регістрах звертаються до різних можливостей DOS (клавіатурний увід, відео вивід, файловий доступ до дисків, виконання програм, розподілення пам'яті та багато інших речей). У пізні 1980-і, DOS розширювачі разом з DPMI дозволяли програмі виконуватися навіть у 16-бітному або 32-бітному захищеному режимі та водночас мати доступ до DOS API.

## Історія DOS API
Спочатку DOS API в 86-DOS і MS-DOS 1.0 було розроблено функціонально сумісним з CP/M. Доступ до файлів використовував FCB. DOS API дуже розширилося у MS-DOS 2.0 з декількома Unix ідеями включаючи доступ до файлів за допомогою файлових дескрипторів, ієрархічні директорії та керування пристроями вводу/виводу. У DOS 3.1 була додана підтримка network redirector . В MS-DOS 3.31 INT 25h/26h були розширені функціями підтримки жорстких дисків більших за 32 MB. MS-DOS 5 додала підтримку верхньої пам'яті (UMA). Після MS-DOS 5 було зупинено зміну DOS API для самодостатніх версій DOS.

## DOS API та Windows
У Windows 9x, DOS зазвичай використовувався як завантажувач операційної системи захищеного режиму та графічної оболонки.  Доступ до DOS був з-під  (VDM) але також була можливість завантажитися прямо в реальний режим MS-DOS 7.0 без Windows.  DOS API було розширене більшою підтримкою інтернаціоналізації та довгими назвами файлів, але остання можливість була наявна лише в VDM. З Windows 95 OSR2, DOS була оновлена до 7.1, до якої додалися підтримка FAT32 та додані функції DOS API для підтримки цього. Windows 98 та Windows ME також містять MS-DOS 7.1 DOS API  в Windows ME визначає свою версію як MS-DOS 8.0.
Windows NT та засновані на ній системи (наприклад Windows XP і Windows Vista) не спиралися на MS-DOS, але використовували віртуальну машину, NTVDM, для виконання DOS API. NTVDM працює, виконуючи DOS програми в віртуальному режимі емуляції 8086 (емуляція реального режиму у захищеному режимі присутня в 80386 та вищих процесорах). NTVDM підтримує DOS 5.0 API.  DOSEMU для Linux використовує подібні принципи.

## Вектори переривань, що використовуються DOS
| Вектор переривання | Опис                                         | Версія | Примітка |
| ------------------ | -------------------------------------------- | ------ | --- |
| 20h                | Закінчити програму                           | 1.0+   | Реалізоване в ядрі DOS                                                                                         |
| 21h                | Головне DOS API                              | 1.0+   | Реалізоване в ядрі DOS                                                                                         |
| 22h                | Program terminate address                    | 1.0+   | Return address in calling program                                                                              |
| 23h                | Адреса обробника Control-C                   | 1.0+   | Стандартний обробник в командній оболонці (зазвичай COMMAND.COM)                                               |
| 24h                | Адреса обробника критичної помилки           | 1.0+   | Стандартний обробник в командній оболонці (зазвичай COMMAND.COM)                                               |
| 25h                | Абсолютне читання з диску                    | 1.0+   | Реалізоване в ядрі DOS, розширено в DOS 3.31 для підтримки розділів до 2 GB                                    |
| 26h                | Абсолютний запис на диск                     | 1.0+   | Реалізоване в ядрі DOS, розширено в DOS 3.31 для підтримки розділів до 2 GB                                    |
| 27h                | Заверишити програму та залишитись резидентом | 1.0+   | Реалізовано в COMMAND.COM у DOS 1.0, DOS ядрі в DOS 2.0+                                                       |
| 28h                | Idle callout                                 | 2.0+   | Викликається ядром DOS під час очікування користувацького вводу                                                |
| 29h                | Швидкий вивід у консоль                      | 2.0+   | Реалізовується вбудованим драйвером консолі або заміщаючим драйвером наподобі ANSI.SYS                         |
| 2Ah                | Мережа та критичні секції                    | 3.0+   | Викликається DOS ядром для взаємодії з мережевим ПЗ                                                            |
| 2Bh                | Не використовується                          |        | |
| 2Ch                | Не використовується                          |        | |
| 2Dh                | Не використовується                          |        | |
| 2Eh                | Reload transient                             | 2.0+   | Реалізовано в COMMAND.COM                                                                                      |
| 2Fh                | Multiplex                                    | 3.0+   | Реалізовано у DOS ядрі та різних програмах (PRINT, MSCDEX, DOSKEY, APPEND, etc.) залежно від номера підфункції |

## Операційні системи з підтримкою MS-DOS API
- MS-DOS — найбільш поширене втілення
- PC DOS — IBM OEM версія MS-DOS
- DR-DOS — родина Digital Research DOS, включно з Novell DOS, PalmDOS, OpenDOS, etc.
- PTS-DOS — PhysTechSoft & Paragon DOS клон, включаючи S/DOS
- ROM-DOS — Datalight ROM DOS версія
- FreeDOS — вільний, із відкритими джерельними кодами клон DOS
- Windows 95 — містить MS-DOS 7.0
- Windows 98 (включно з версією 98 SE) — містить MS-DOS 7.1
- Windows ME — містить MS-DOS 8.0
- Windows NT (всі версії, окрім 64-бітних)

## Програми з підтримкою MS-DOS API
- Concurrent CP/M-86 (3.1 лише) з PCMODE — Digital Research CP/M-86-подібна OS з необов'язковим PC DOS емулятором
- Concurrent DOS — сімейство Digital Research CDOS  з вбудованим PC DOS емулятором
- DOS Plus — урізаний однокристувацький варіант Concurrent PC DOS 4.1-5.0
- Multiuser DOS — сімейство Digital Research/Novell MDOS включно з Datapac System Manager, IMS REAL/32, etc.
- NTVDM.EXE для Windows NT
- DOSEMU для Linux
- DOSBox